# Herb mieszczański

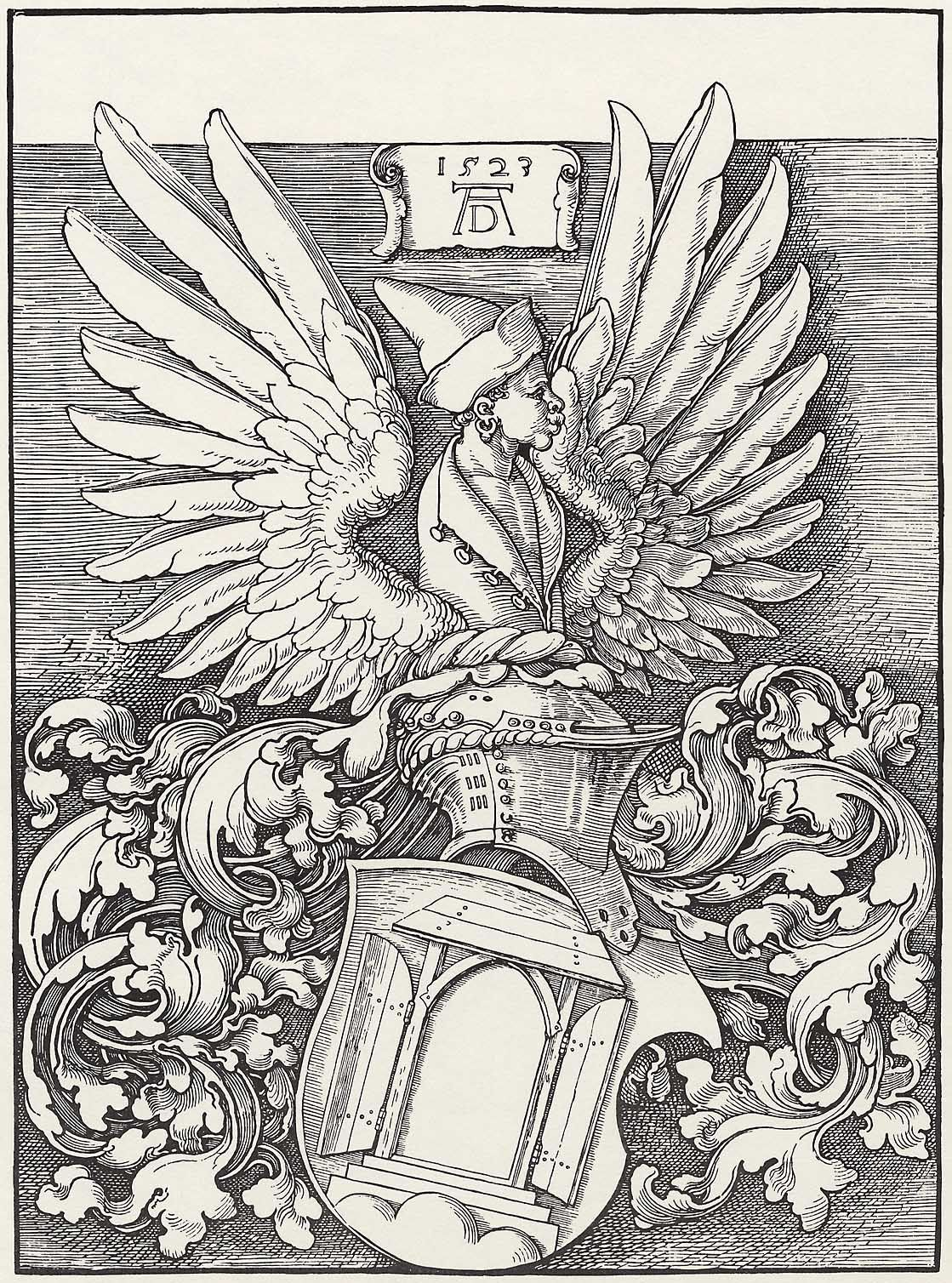
Przykładowy wizerunek herbu mieszczańskiego, należącego do Albrechta Dürera

Herb mieszczański – charakterystyczny znak rodowy ustalony według określonych reguł heraldycznych używany w średniowieczu na wzór herbu rycerskiego przez patrycjat miejski i bogatsze mieszczaństwo.

## Charakterystyka
Herb mieszczański zwykle posiadał kilka cech odróżniających go od herbu szlacheckiego. Cechy te były niekiedy zwyczajowe, w niektórych krajach (Niemcy, Holandia) zaś określone ściśle prawem heraldycznym. Głównymi wyróżnikami herbu mieszczańskiego jest najczęściej stosowanie hełmu turniejowego zamkniętego (tzw. żabi pysk), bez medalionu na szyi i niezwieńczanie go koroną rangową. Cechą herbów mieszczańskich jest też dość powszechne stosowanie jako godeł narzędzi, symboli zawodów, cechów, handlu itp.
W Polsce niekiedy zwany był również herbikiem, co było chyba wyrazem pewnej pogardy stanu szlacheckiego dla mieszczaństwa. Wywodzi się ze znaków własnościowych lub rozpoznawczych, w toku ewolucji natomiast prawie całkowicie upodobnił się do herbu rycerskiego, mimo tego, że ich posiadacze nie należeli do tego stanu. W wypadku nobilitacji (nadanie szlachectwa) pozostawiano często nobilitowanym ich herby mieszczańskie. W takim przypadku były one udostojnione poprzez dodanie korony rangowej lub hełmu typu szlacheckiego, czasem przez odmiany samego herbu.
W niektórych krajach o silnym mieszczaństwie, m.in. w Niemczech, herby były w powszechnym użyciu wśród szerszych warstw mieszczaństwa, a nawet bogatego chłopstwa. Nie wiązało się to z przywilejami szlacheckimi, herb nadawał władca bądź upoważniony urząd (heroldia, w Niemczech także Hofpfalzgraf) tzw. listem herbowym (niem. Wappenbrief). Był to zresztą często pierwszy krok ambitnej rodziny w kierunku awansu w hierarchii społecznej. Sporadycznie takie nadania herbów bez nobilitacji zdarzały się w Polsce, np. nadanie herbu Tylmanowi z Gameren przez Jana III Sobieskiego lub nadanie herbu przez Jana Albrechta Radziwiłła geometrze Mikołajowi Hybnerowi w 1615.
Mieszczaństwo warstw średnich i biedniejszych używało powszechniej jako znaków rodowo-własnościowych głównie gmerków, często również umieszczanych na tarczy herbowej, a w miarę wzrastania rodu w ambicje i znaczenie upodobnianego do pełnego herbu. Podobne do gmerków znaki własnościowe - merki - stosowane były na Kaszubach, głównie wśród rybaków, m.in. na Mierzei Helskiej.
Współcześnie tradycje herbów mieszczańskich kultywowane są w niektórych krajach posiadających heroldie oficjalne, głównie w monarchiach, i nieurzędowe, działające przy stowarzyszeniach heraldycznych. W Niemczech np. herby są współcześnie rejestrowane przez stowarzyszenie "Herold" w Berlinie, publikowane zaś w Deutsche Wappenrolle. Niektóre niemieckie instytucje czy stowarzyszenia rejestrujące i często tworzące nowe herby mieszczańskie powstały jeszcze w XIX w. ("Zum Kleeblatt" e.V w Hamburgu). 

## Literatura
Antonín Markus, Josef Pilnáček: Znamení a znaky nešlechticů. Zvláštní otisk z Časopisu Rodopisné společnosti československé v Praze, ročník V, 1933, Edice PRAMÍNEK, 2004, Wersja elektroniczna w jęz. czeskim